# Marysin (gmina Telatyn)
Marysin – wieś w Polsce, położona w województwie lubelskim, w powiecie tomaszowskim, w gminie Telatyn.
| SIMC    | Nazwa         | Rodzaj    |
| ------- | ------------- | --------- |
| 0901602 | Kolonia       | część wsi |
| 0901619 | Podliski      | część wsi |
| 1025500 | Stary Marysin | część wsi |

W latach 1975–1998 wieś należała administracyjnie do województwa zamojskiego.
Wieś jest sołectwem w gminie Telatyn. Według Narodowego Spisu Powszechnego z roku 2011 wieś liczyła  mieszkańców.
Wierni Kościoła rzymskokatolickiego należą do parafii Przemienienia Pańskiego w Nowosiółkach.